# Euryopis
Euryopis es un género de arañas de la familia Theridiidae, orden Araneae. Fue descrito por el entomólogo alemán Anton Menge en 1868.

## Especies
- E. aeneocincta Simon, 1877
- E. albomaculata Denis, 1951
- E. argentea Emerton, 1882
- E. bifascigera Strand, 1913
- E. californica Banks, 1904
- E. camis Levi, 1963
- E. campestrata Simon, 1907
- E. chatchikovi Ponomarev, 2005
- E. clara Ponomarev, 2005
- E. cobreensis Levi, 1963
- E. coki Levi, 1954
- E. cyclosisa Zhu & Song, 1997
- E. dentigera Simon, 1880
- E. deplanata Schenkel, 1936
- E. duodecimguttata Caporiacco, 1950
- E. elegans Keyserling, 1890
- E. elenae González, 1991
- E. episinoides (Walckenaer, 1847)
- E. estebani González, 1991
- E. flavomaculata (C. L. Koch, 1836)
- E. formosa Banks, 1908
- E. funebris (Hentz, 1850)
- E. galeiforma Zhu, 1998
- E. gertschi Levi, 1951
- E. giordanii Caporiacco, 1950
- E. hebraea Levy & Amitai, 1981
- E. helcra Roberts, 1983
- E. iharai Yoshida, 1992
- E. jucunda Thorell, 1895
- E. laeta (Westring, 1861)
- E. levii Heimer, 1987
- E. lineatipes O. Pickard-Cambridge, 1893
- E. maga Simon, 1908
- E. margaritata (L. Koch, 1867)
- E. megalops (Caporiacco, 1934)
- E. mingyaoi Yin, 2012
- E. molopica Thorell, 1895
- E. mulaiki Levi, 1954
- E. multipunctata (Simon, 1895)
- E. mutoloi Caporiacco, 1948
- E. nana (O. Pickard-Cambridge, 1880)
- E. nigra Yoshida, 2000
- E. notabilis (Keyserling, 1891)
- E. nubila Simon, 1889
- E. octomaculata (Paik, 1995)
- E. orsovensis Kulczyński, 1894
- E. pepini Levi, 1954
- E. perpusilla Ono, 2011
- E. petricola (Hickman, 1951)
- E. pickardi Levi, 1963
- E. pilosa Miller, 1970
- E. potteri Simon, 1901
- E. praemitis Simon, 1909
- E. promo González, 1991
- E. quinqueguttata Thorell, 1875
- E. quinquemaculata Banks, 1900
- E. sagittata (O. Pickard-Cambridge, 1885)
- E. saukea Levi, 1951
- E. scriptipes Banks, 1908
- E. sexalbomaculata (Lucas, 1846)
- E. sexmaculata Hu, 2001
- E. spinifera (Mello-Leitão, 1944)
- E. spinigera O. Pickard-Cambridge, 1895
- E. spiritus Levi, 1954
- E. splendens (Rainbow, 1916)
- E. splendida (Simon, 1889)
- E. superba (Rainbow, 1896)
- E. talaveraensis González, 1991
- E. tavara Levi, 1954
- E. texana Banks, 1908
- E. tribulata Simon, 1905
- E. umbilicata L. Koch, 1872
- E. varis Levi, 1963
- E. venutissima (Caporiacco, 1934)
- E. weesei Levi, 1963